# Volker Schnurrbusch
Volker Schnurrbusch (ur. 12 stycznia 1958 w Leverkusen) – niemiecki polityk, deputowany do Parlamentu Europejskiego X kadencji.

## Życiorys
Studiował język niemiecki, historię i pedagogikę na Uniwersytecie Fryderyka Wilhelma w Bonn. W 1982 zdał państwowy egzamin nauczycielski II stopnia. Pracował jako redaktor w różnych magazynach i w telewizji, od 1998 zajmował się działalnością producencką. W 2013 dołączył do Alternatywy dla Niemiec, został m.in. wiceprzewodniczącym partii w Szlezwiku-Holsztynie. W 2017 uzyskał mandat posła do landtagu, który wykonywał do 2022.
W wyborach w 2025 został wybrany na deputowanego do Bundestagu. Zrezygnował jednak z zasiadania w niemieckim parlamencie w związku z możliwością objęcia zwolnionego mandatu w Europarlamencie; posłem do PE X kadencji został w kwietniu tego samego roku.